# فینال جام در جام اروپا ۱۹۸۱
فینال جام در جام اروپا ۱۹۸۱، رقابت پایانی جام در جام اروپا در سال ۱۹۸۱ میلادی است که مابین دو تیم باشگاه فوتبال دینامو تفلیس و باشگاه فوتبال کارل زایس ینا برگزار شده‌است.
این مسابقه که در تاریخ ۱۳ مه ۱۹۸۱ انجام شده‌است با نتیجه ۲ بر ۱ به سود تیم باشگاه فوتبال دینامو تفلیس به پایان رسید.